# Goticul în Transilvania

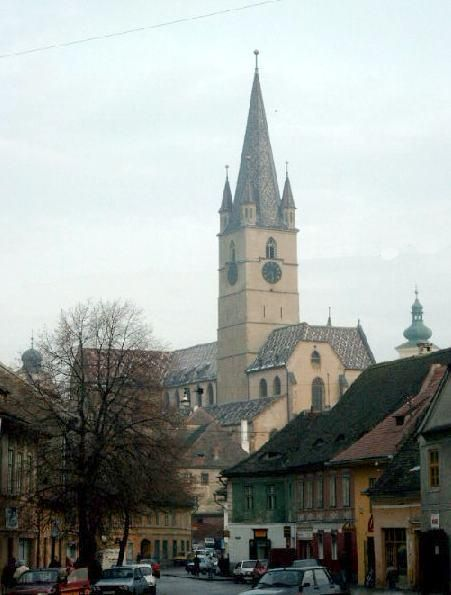
Catedrala Evanghelică din Sibiu, un important edificiu gotic

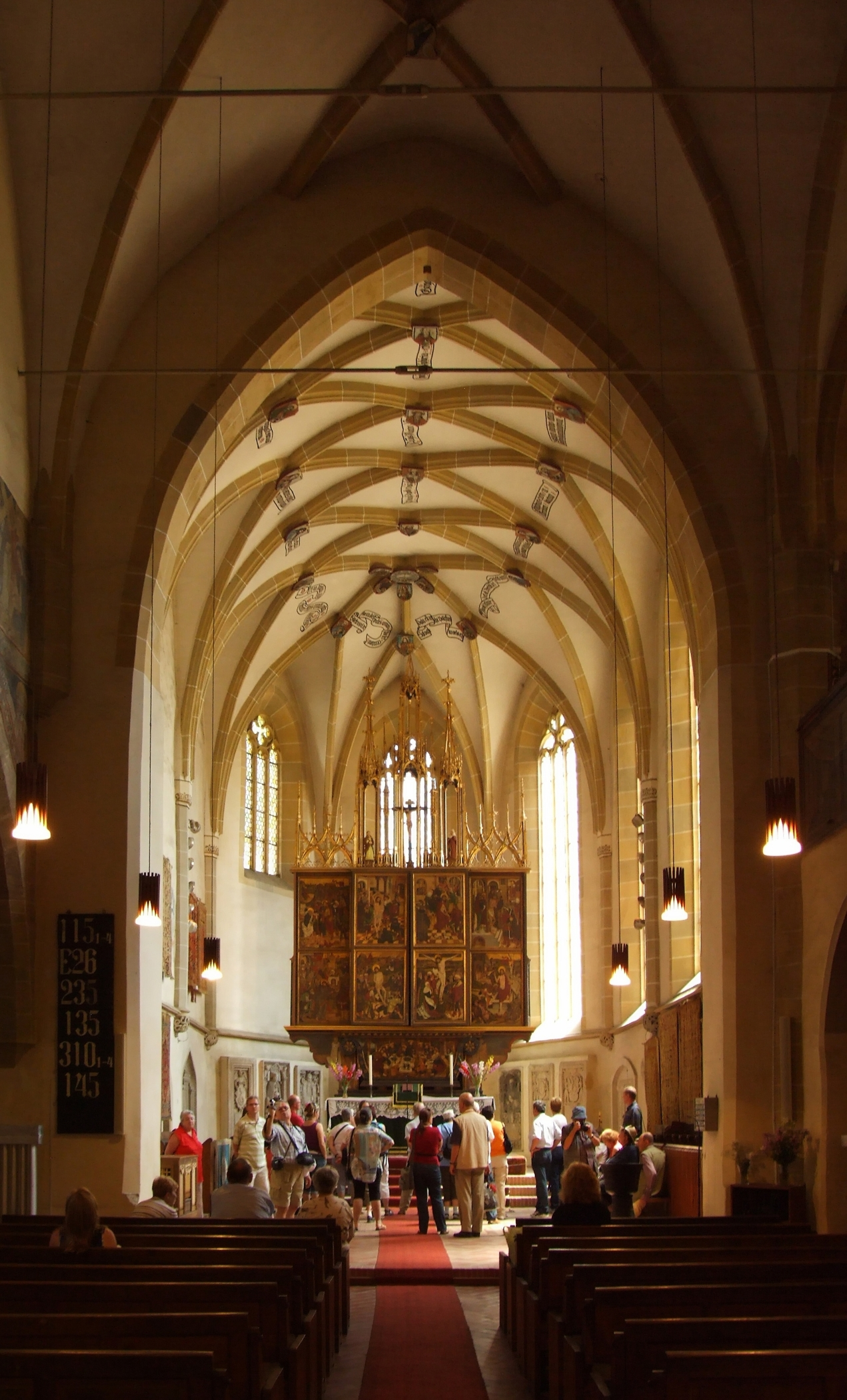
Altarul de la Mediaș

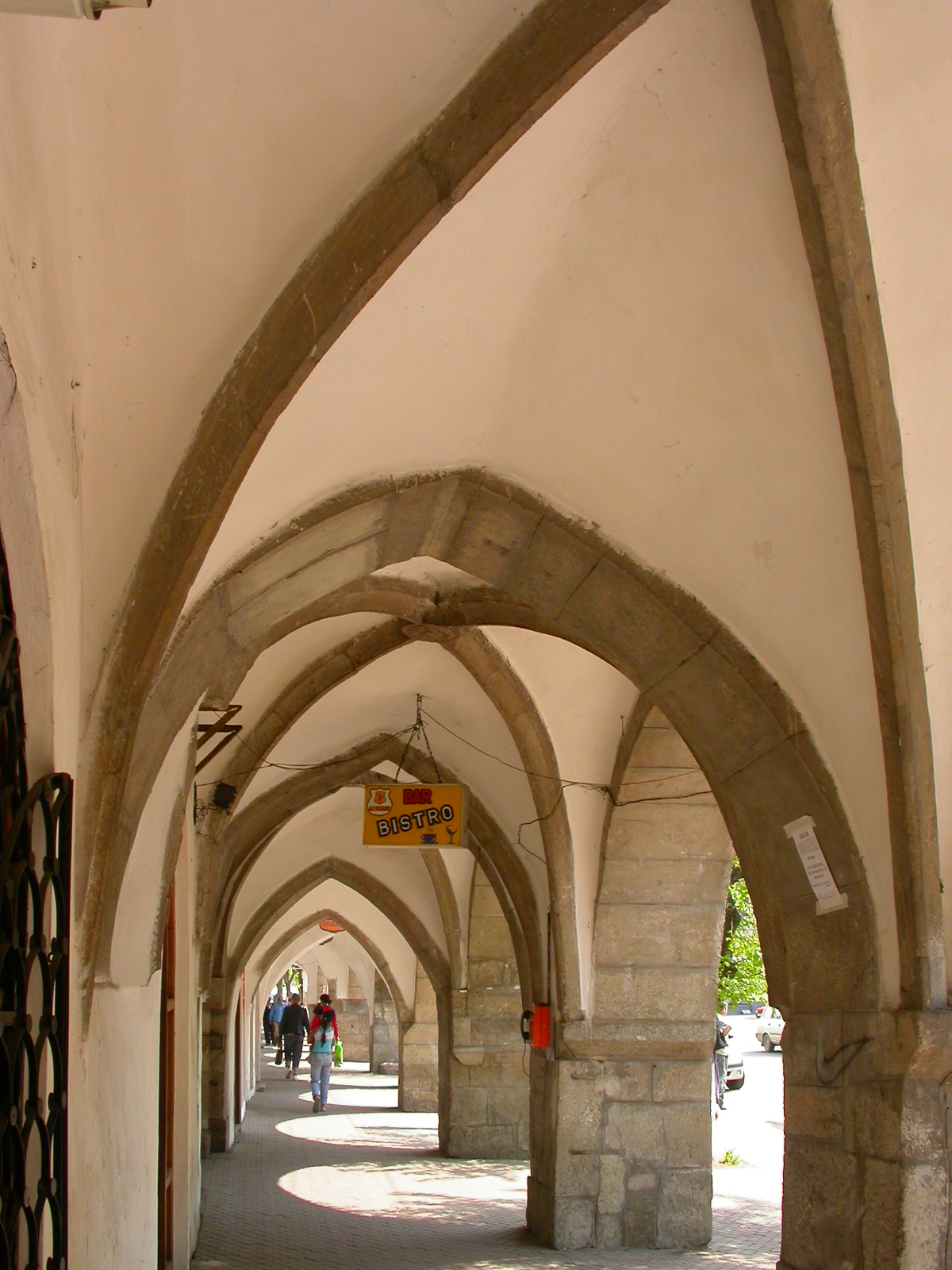
Șirul Sugălete din Bistrița

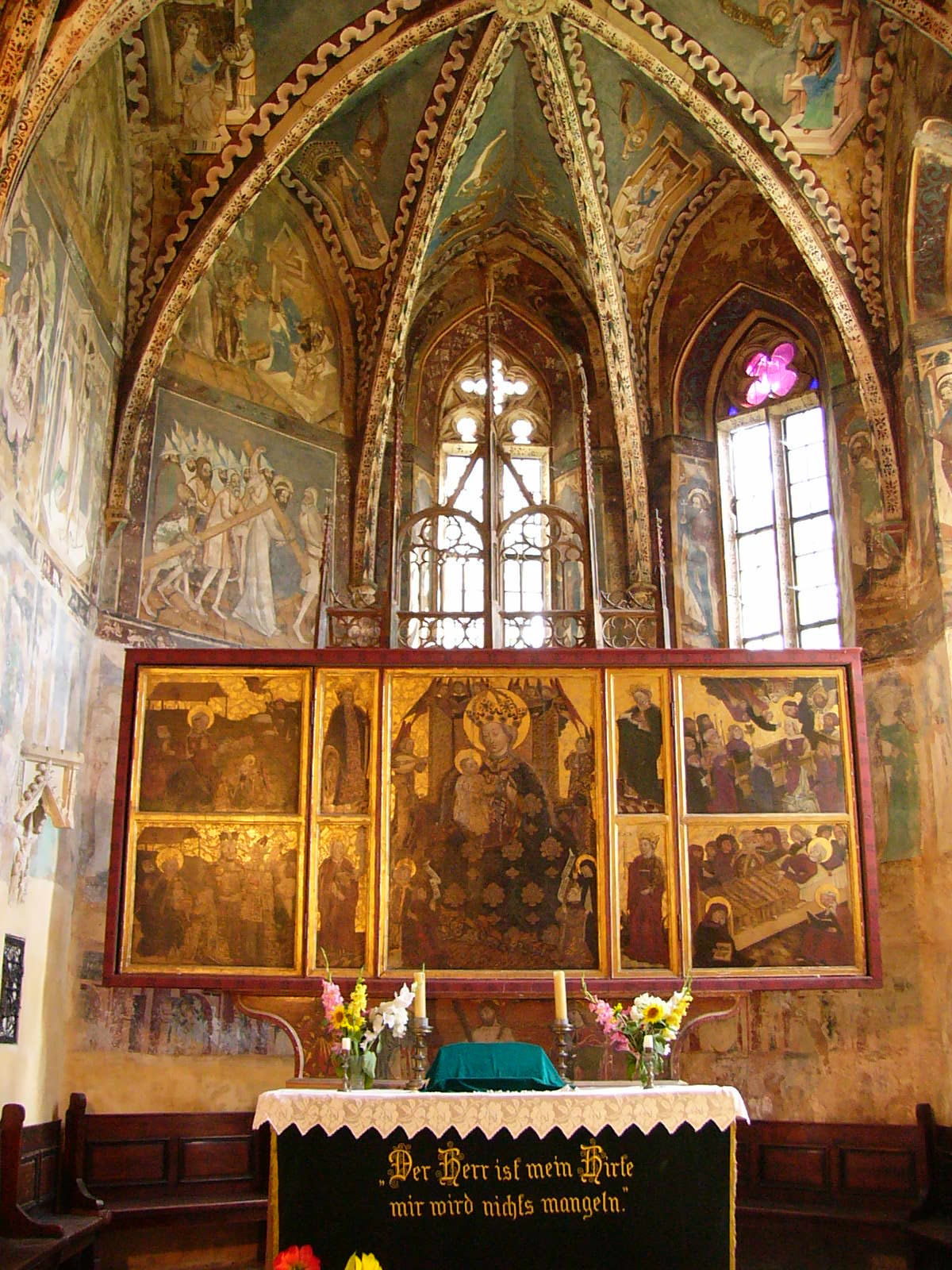
Altarul de la Mălâncrav (sec. al XV-lea)

Goticul în Transilvania s-a dezvoltat începând cu secolul al XIII-lea, fiind reprezentat în special de arhitectura ecleziastică și militară a sașilor. Acest stil a fost introdus de către călugării cistercieni veniți din Franța pentru a construi așezăminte monahale în Regatul Ungariei.

## Istoric
Stilul gotic a fost introdus în Transilvania de către călugării cistercieni prin construirea bisericii mănăstirii de la Cârța (1202-1205). Cam în aceeași perioadă au fost aduși în provincie de către autoritățile maghiare cavalerii teutoni, dar și coloniștii sași, care au preluat acest stil și l-au perfecționat, dând naștere unor adevărate capodopere de arhitectură laică și religioasă.
Sașii au construit numeroase fortificații și așezări în zona orașelor transilvănene, precum Sibiu, Brașov, Mediaș, Sighișoara, Cluj, Dej și Bistrița. Un fenomen special în Transilvania este prezența multelor biserici gotice săsești, în număr de aproximativ 180-200 de edificii. Marea lor majoritate sunt biserici fortificate, fiind îngrădite de ziduri și bastioane, aceasta fiind o adaptare la multele invazii ale vremii. La bisericile gotice din Transilvania predomină în general ca plan arhitectural două tipuri: biserici cu trei nave și biserici-hală, specifice spațiului geografic german și Europei de Nord. O caracteristică principală a goticului transilvănean este sinteza elementelor romanice cu cele gotice, acest lucru fiind vizibli la numeroase edificii. De-a lungul timpului a existat o strânsă legătură între coloniștii germani din Transilvania și șantierele gotice din spațiul german și Regatul Boemiei, în special orașele Nürnberg și Praga, acest lucru confirmând calitatea goticului transilvănean.

## Edificii gotice din Transilvania

### Edificii sacrale
- Biserica Neagră din Brașov
- Biserica Sfântul Mihail din Cluj
- Catedrala Evanghelică din Sibiu
- Biserica Evanghelică din Bistrița
- Biserica Evanghelică din Sebeș
- Biserica din Deal din Sighișoara
- Biserica fortificată din Biertan
- Biserica reformată din Cluj
- Biserica fortificată din Hărman
- Biserica fortificată din Prejmer
- Biserica Sfântul Bartolomeu din Brașov
- Biserica fortificată din Feldioara
- Biserica Sfânta Margareta din Mediaș

### Edificii laice (civile sau militare)
- Castelul Bran
- Castelul Hunedoarei
- Cetatea Sighișoara
- Cetatea din Târgu Mureș
- Șirul Sugălete

## Galerie de imagini

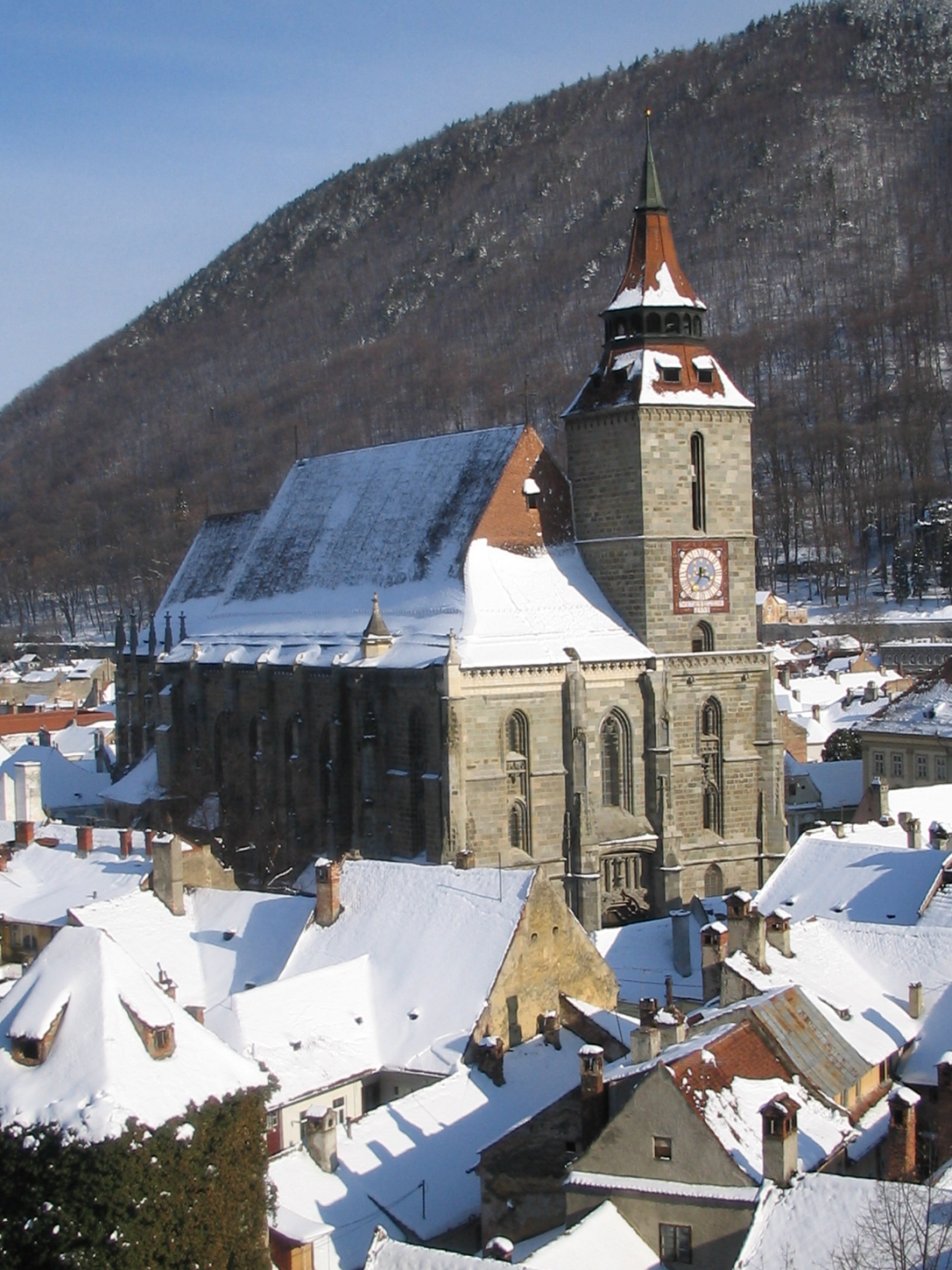
Biserica Neagră din Braşov
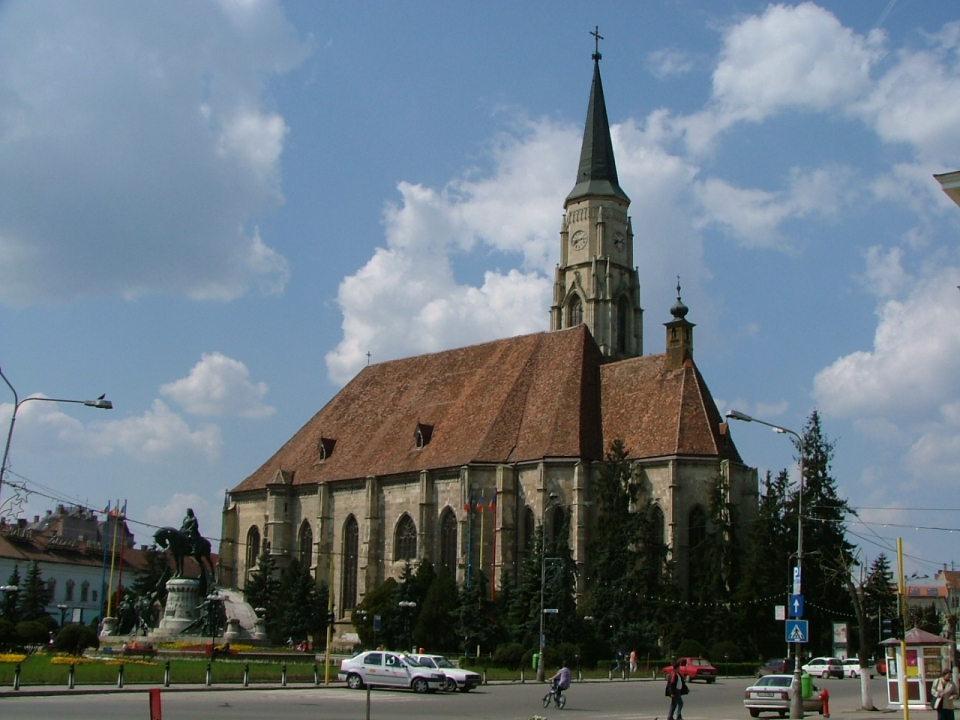
Biserica Sf. Mihail din Cluj
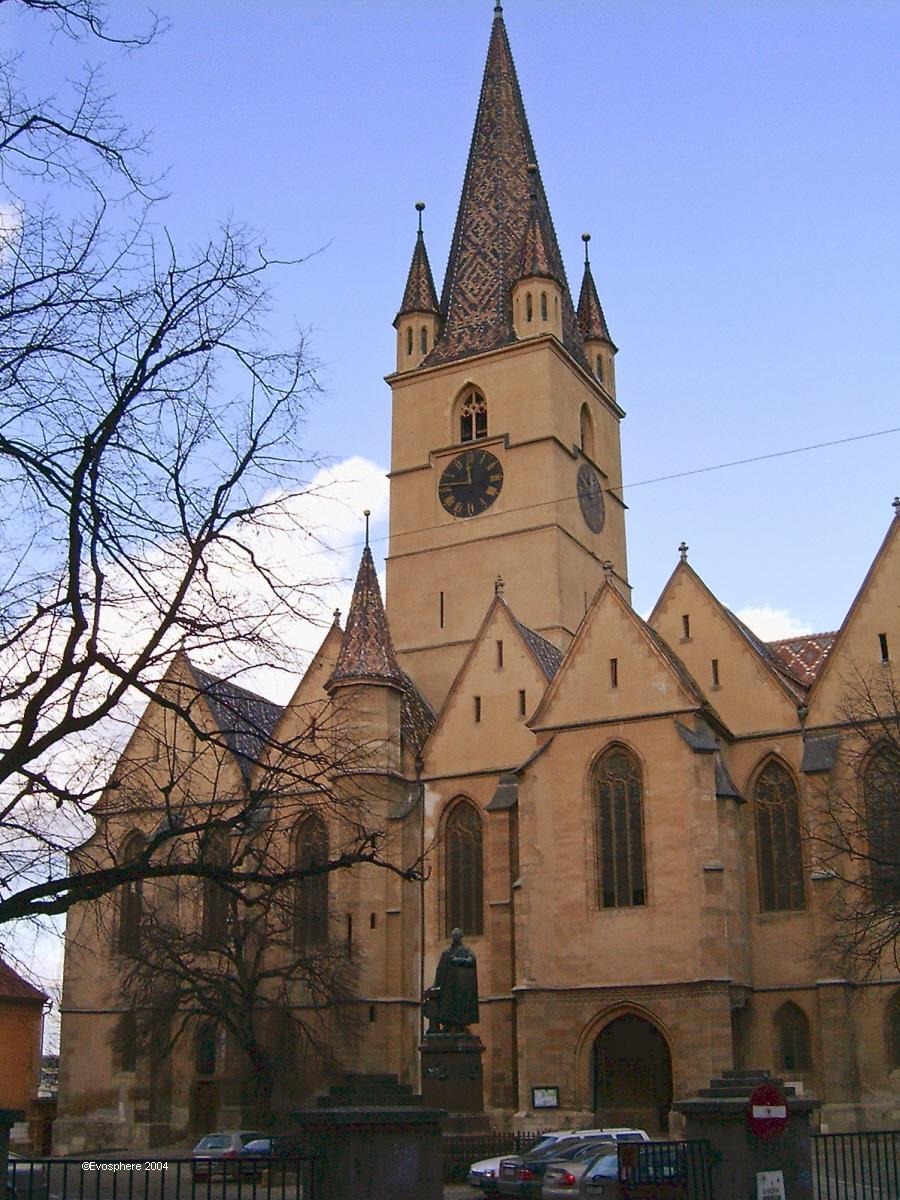
Catedrala evanghelică din Sibiu
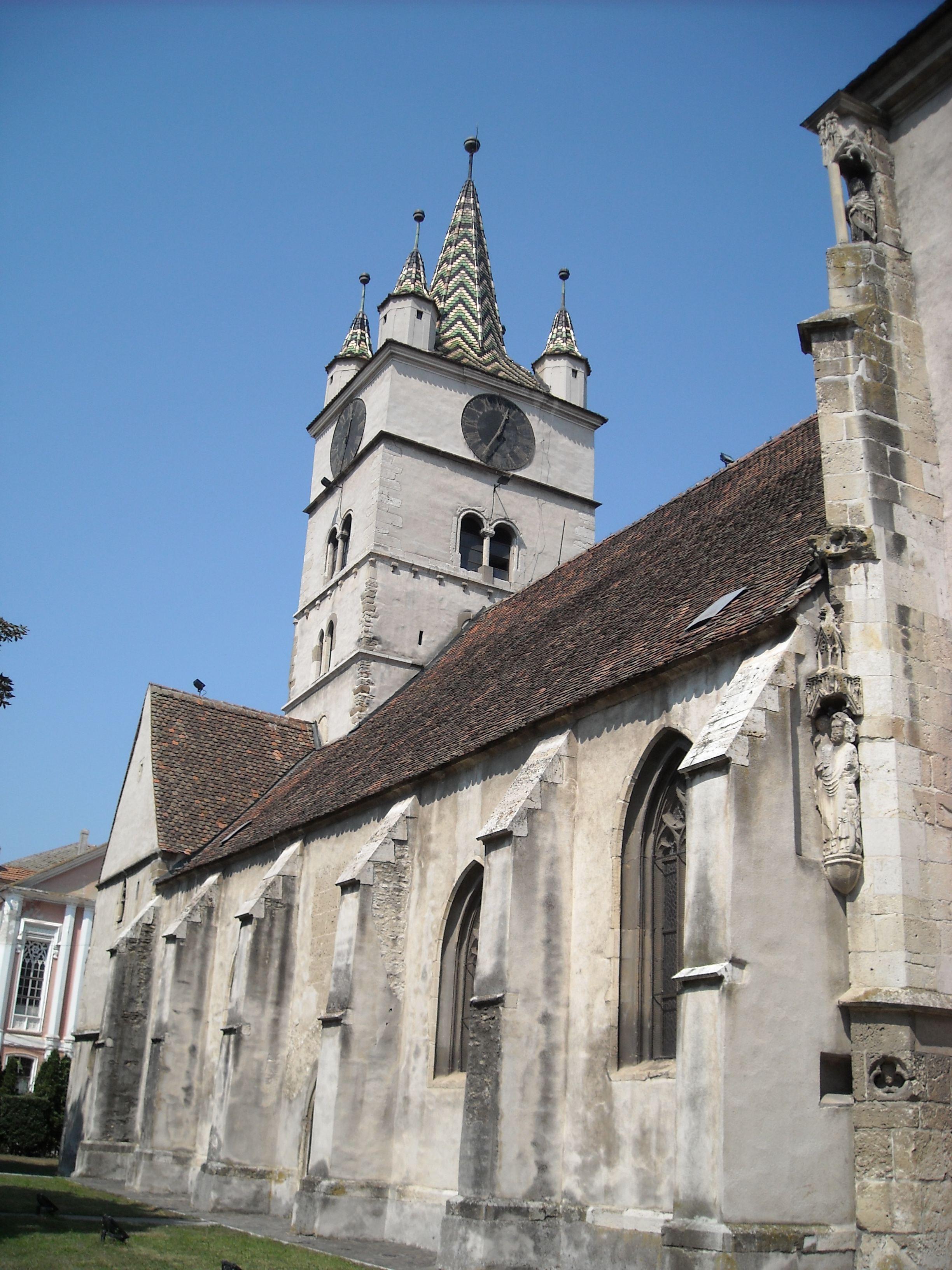
Biserica evanghelică din Sebeş
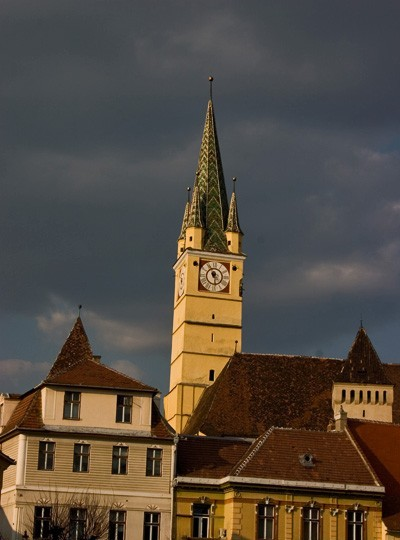
Biserica Sf. Margareta din Mediaş
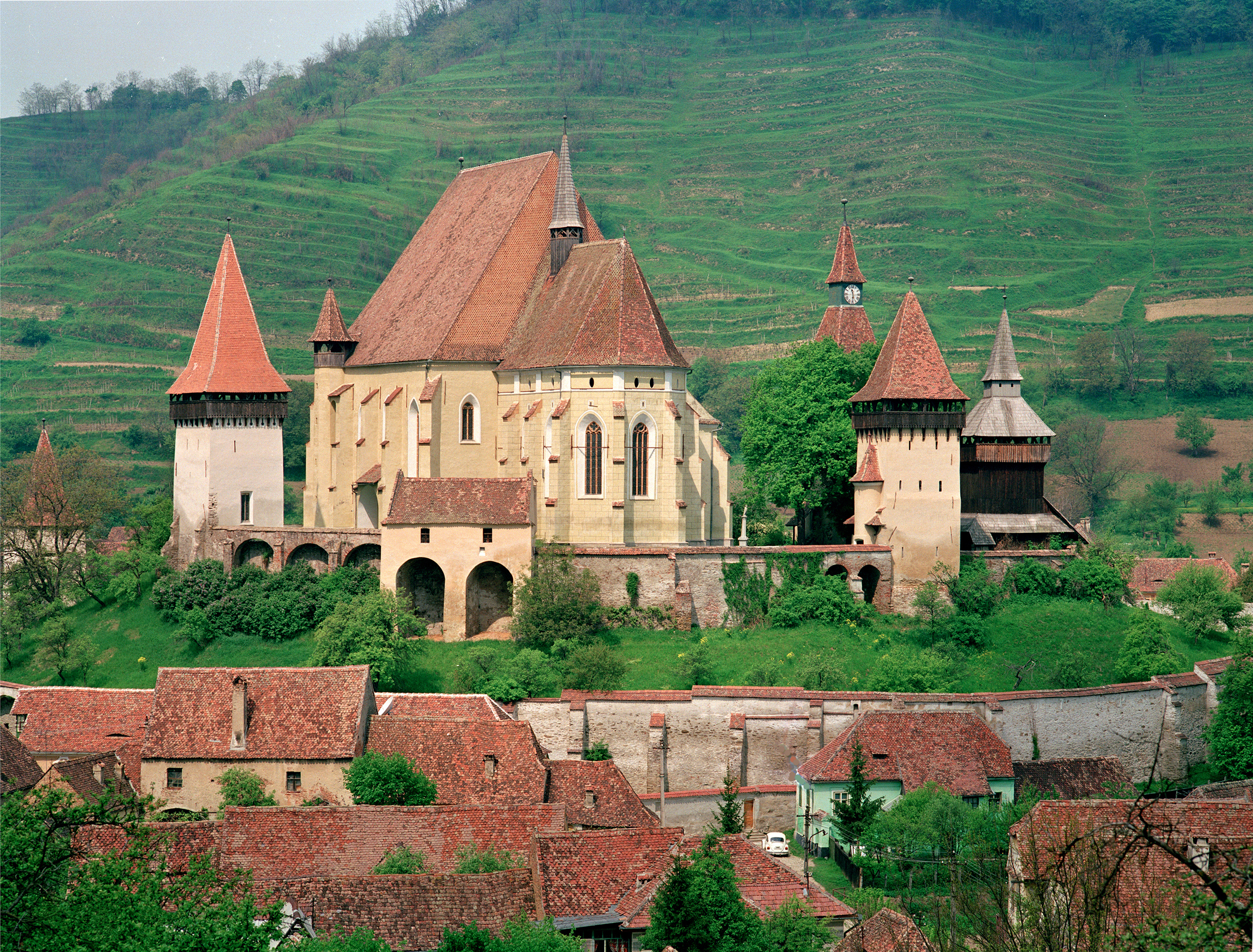
Biserica fortificată din Biertan
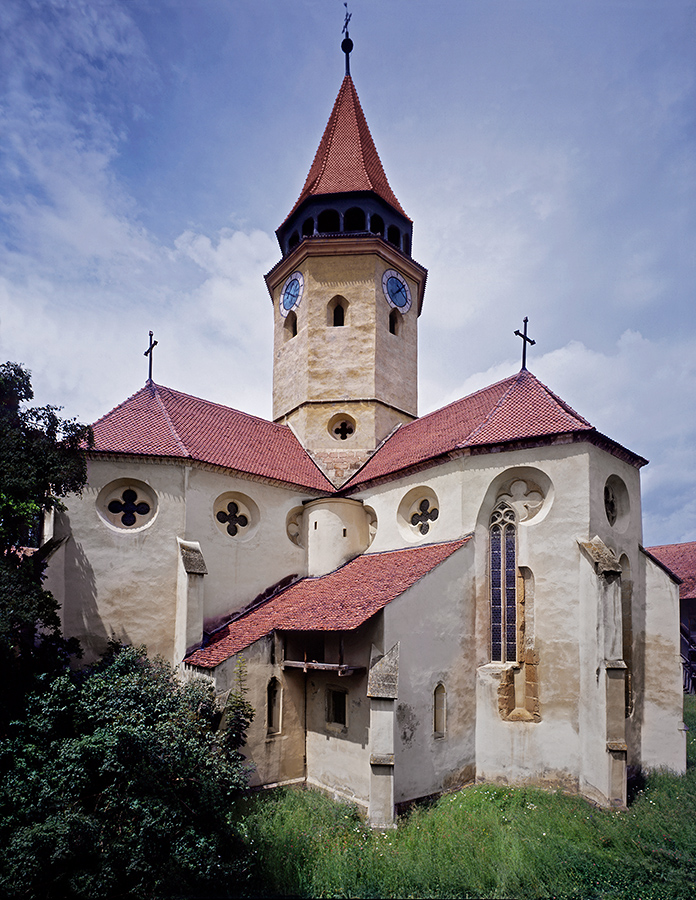
Biserica fortificată din Prejmer
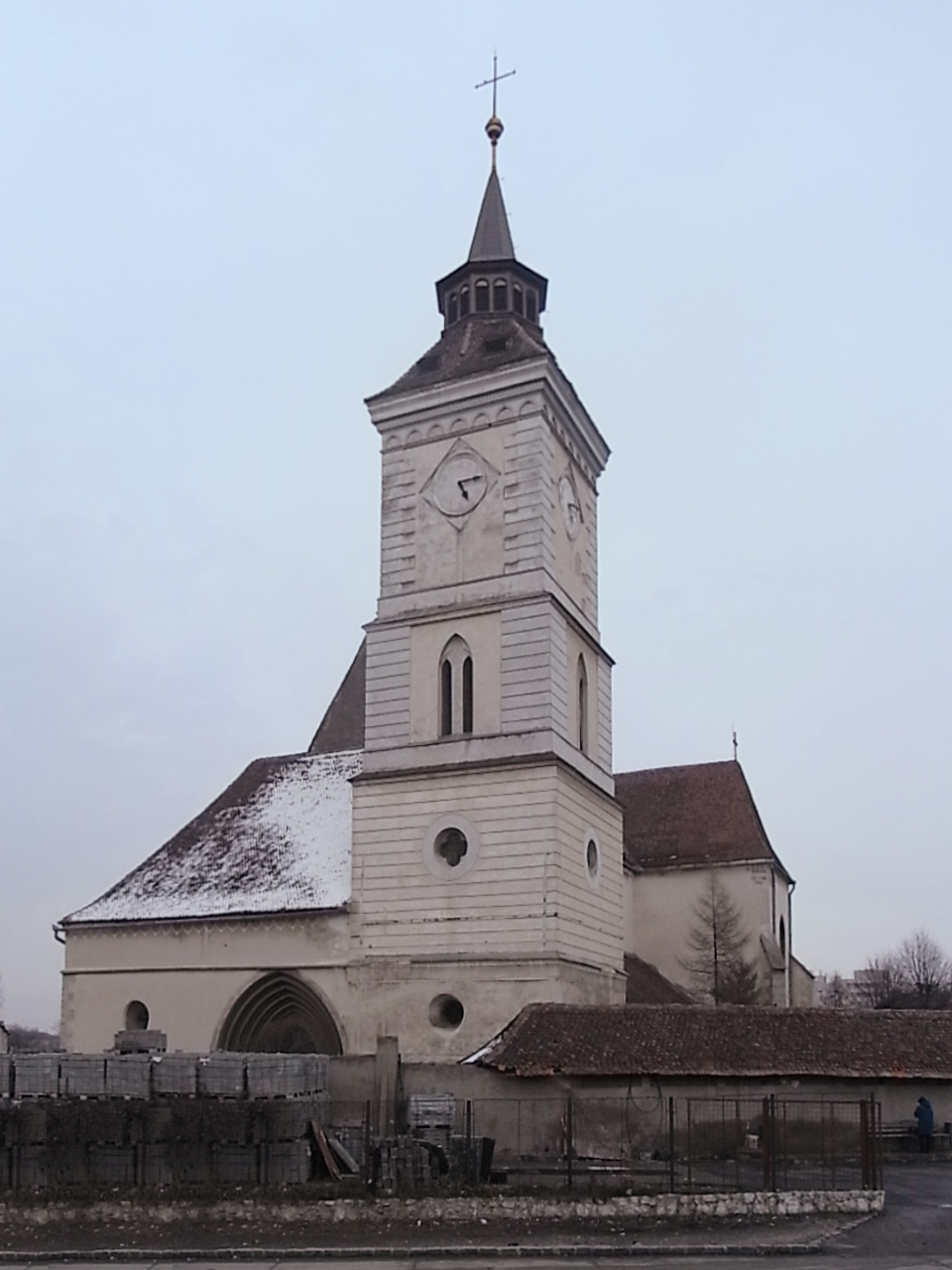
Biserica Sf. Bartolomeu din Braşov
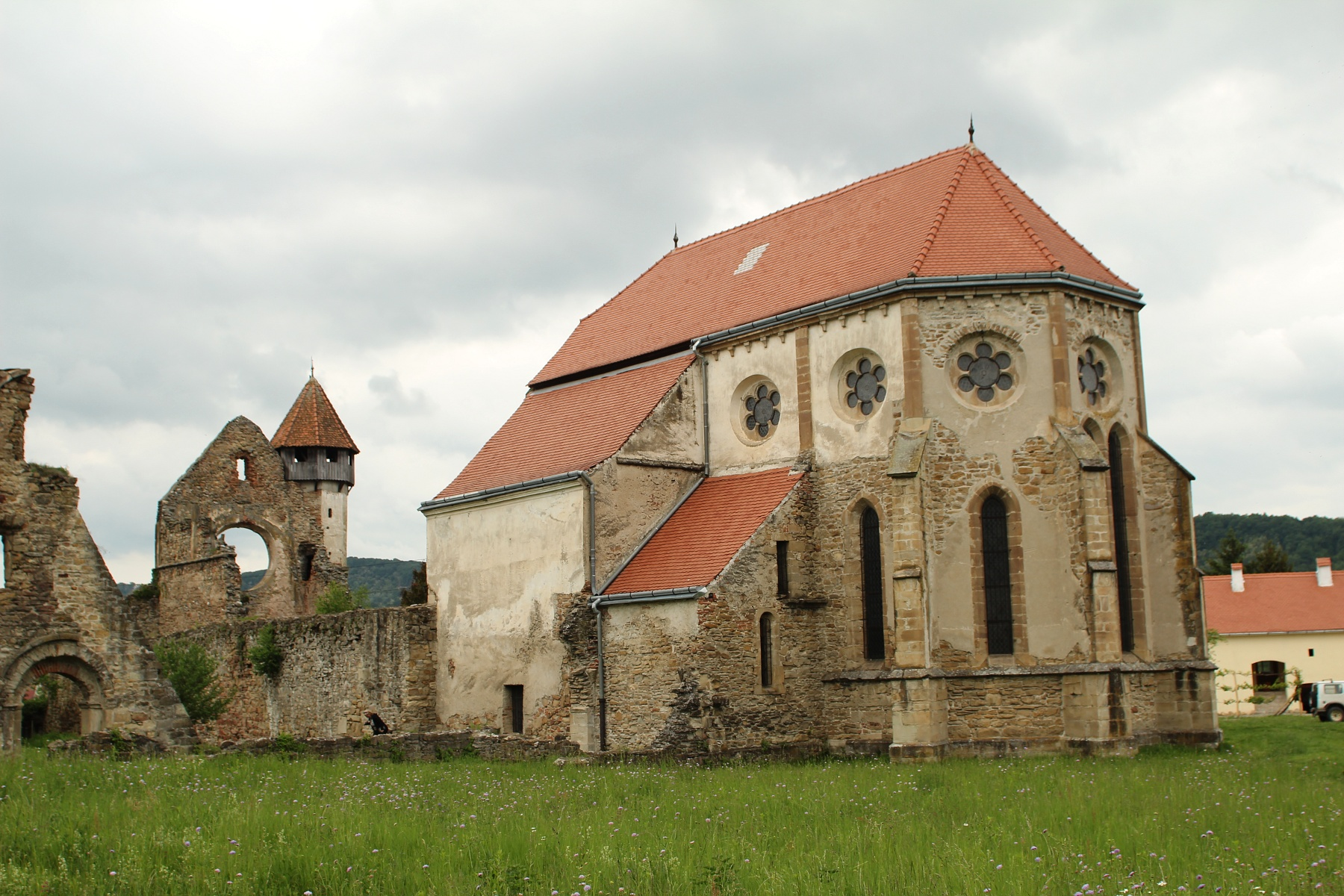
Mănăstirea din Cârța
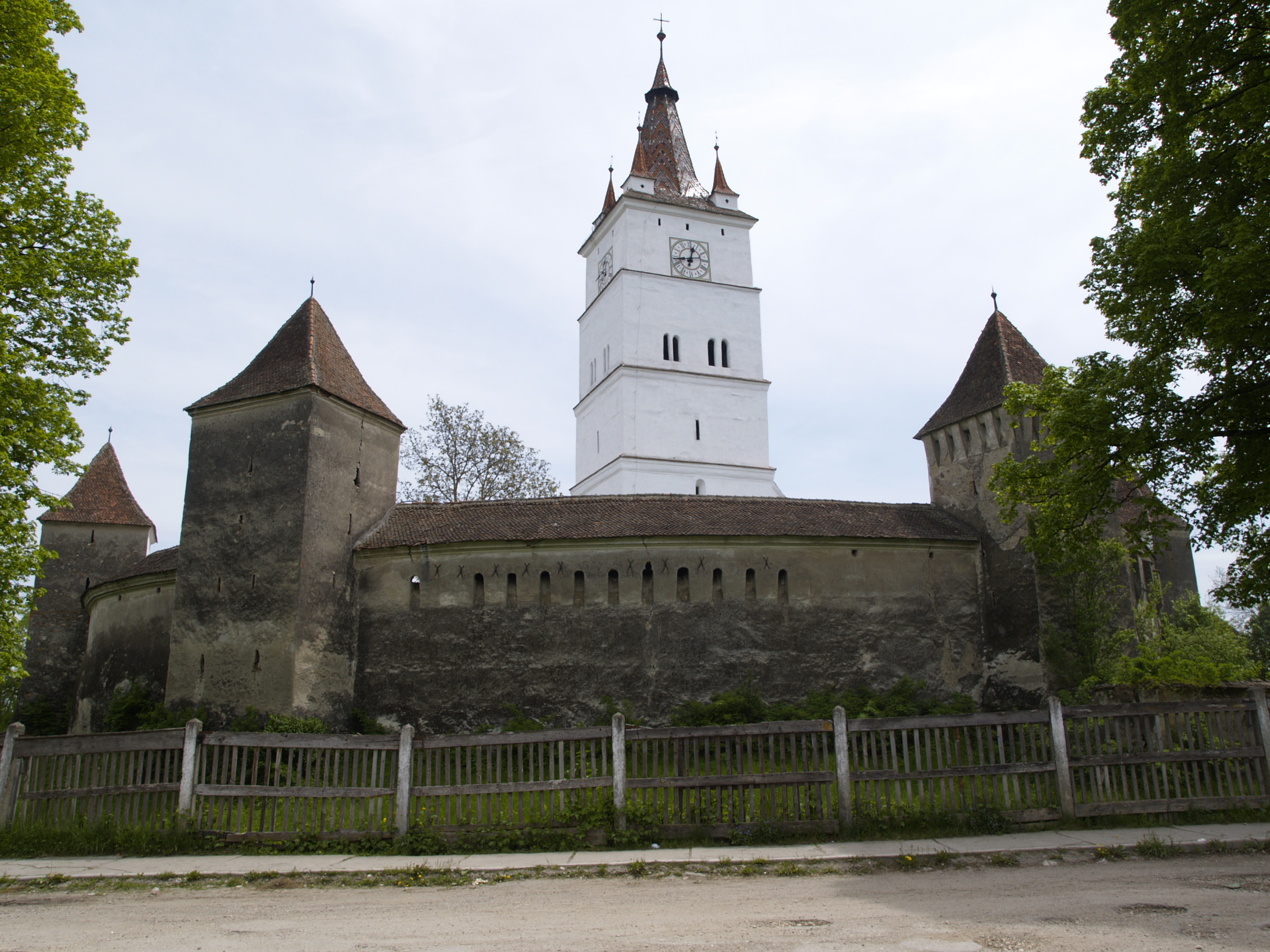
Biserica fortificată din Hărman
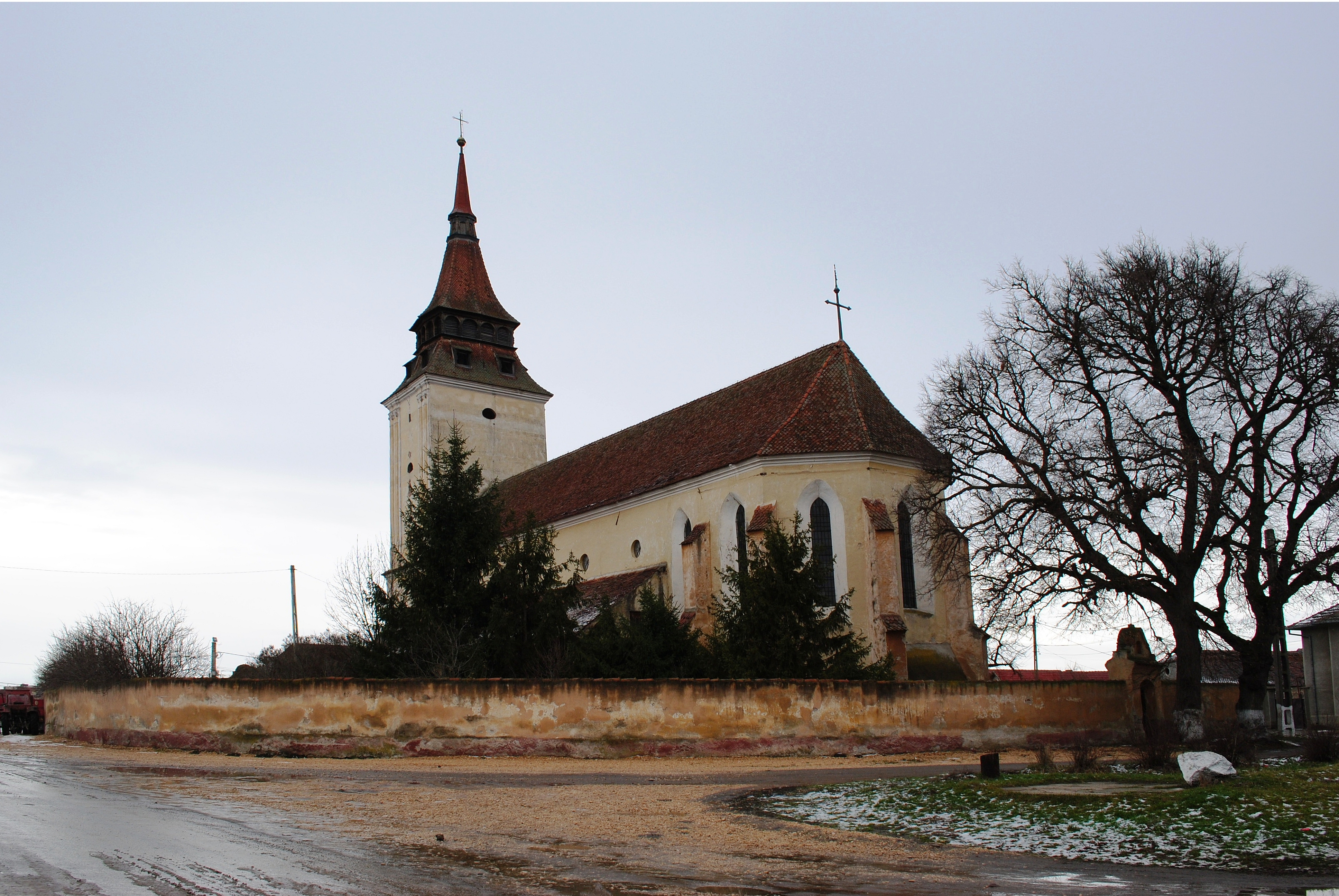
Biserica fortificată din Feldioara
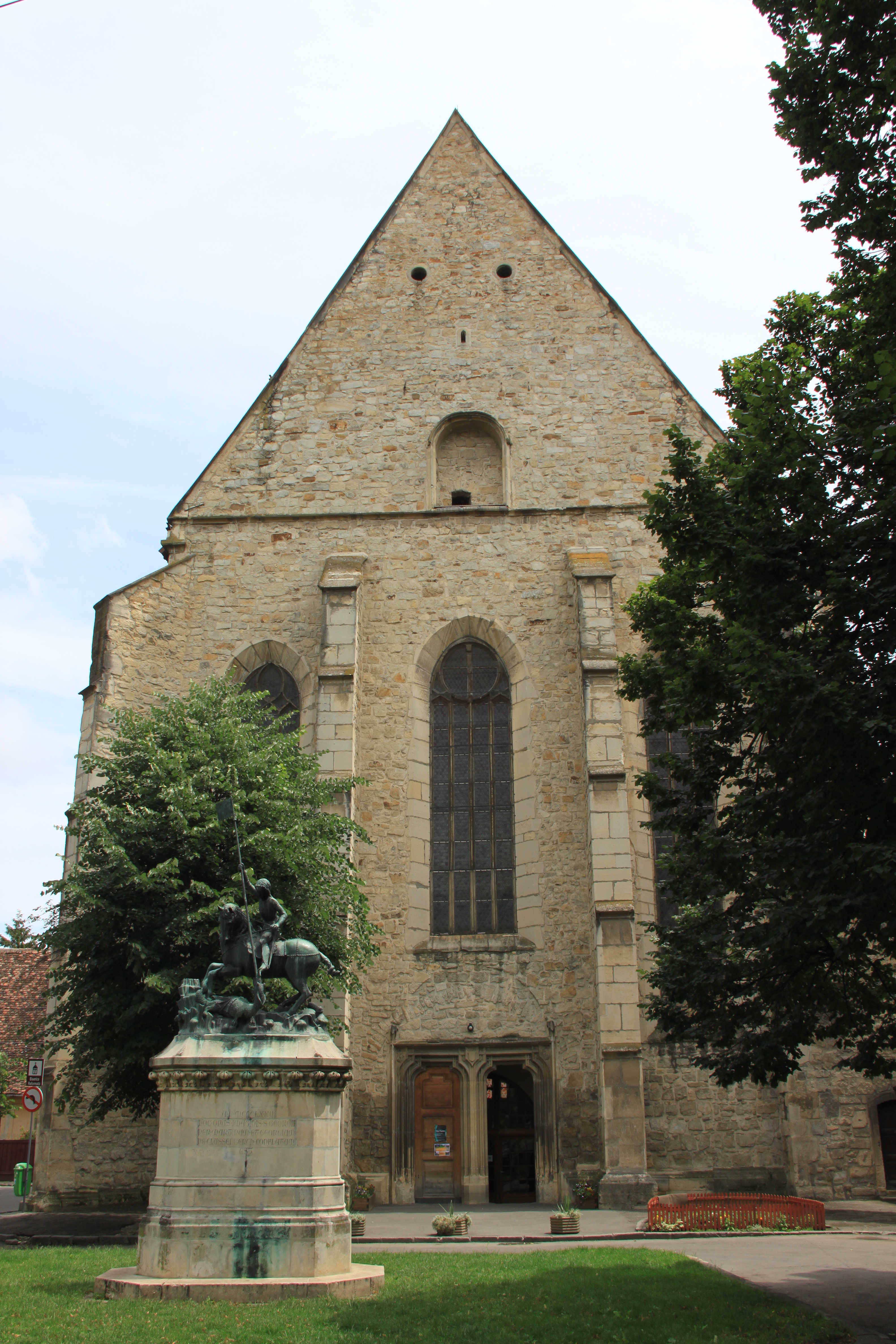
Biserica reformată din Cluj
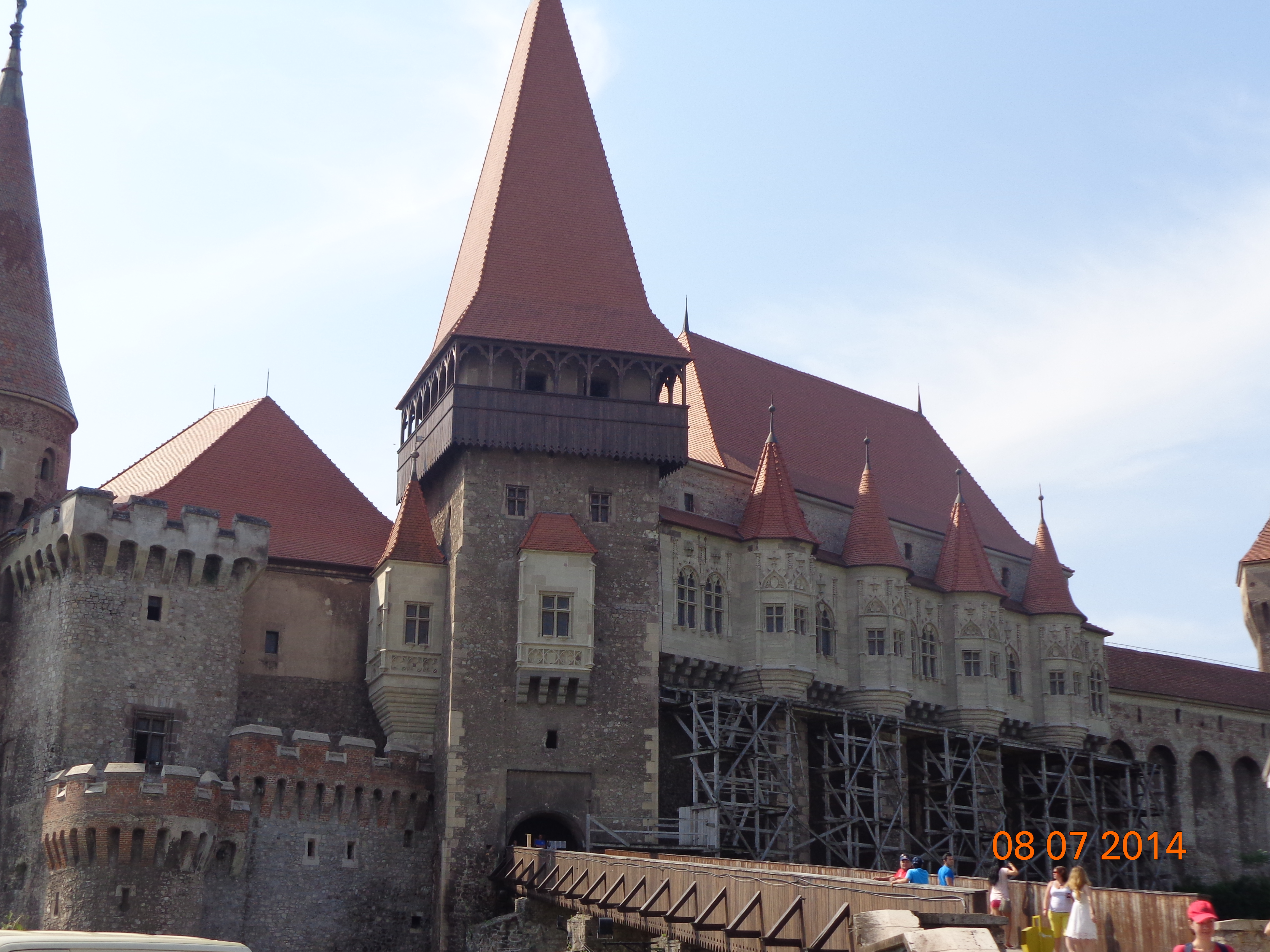
Castelul Huniazilor
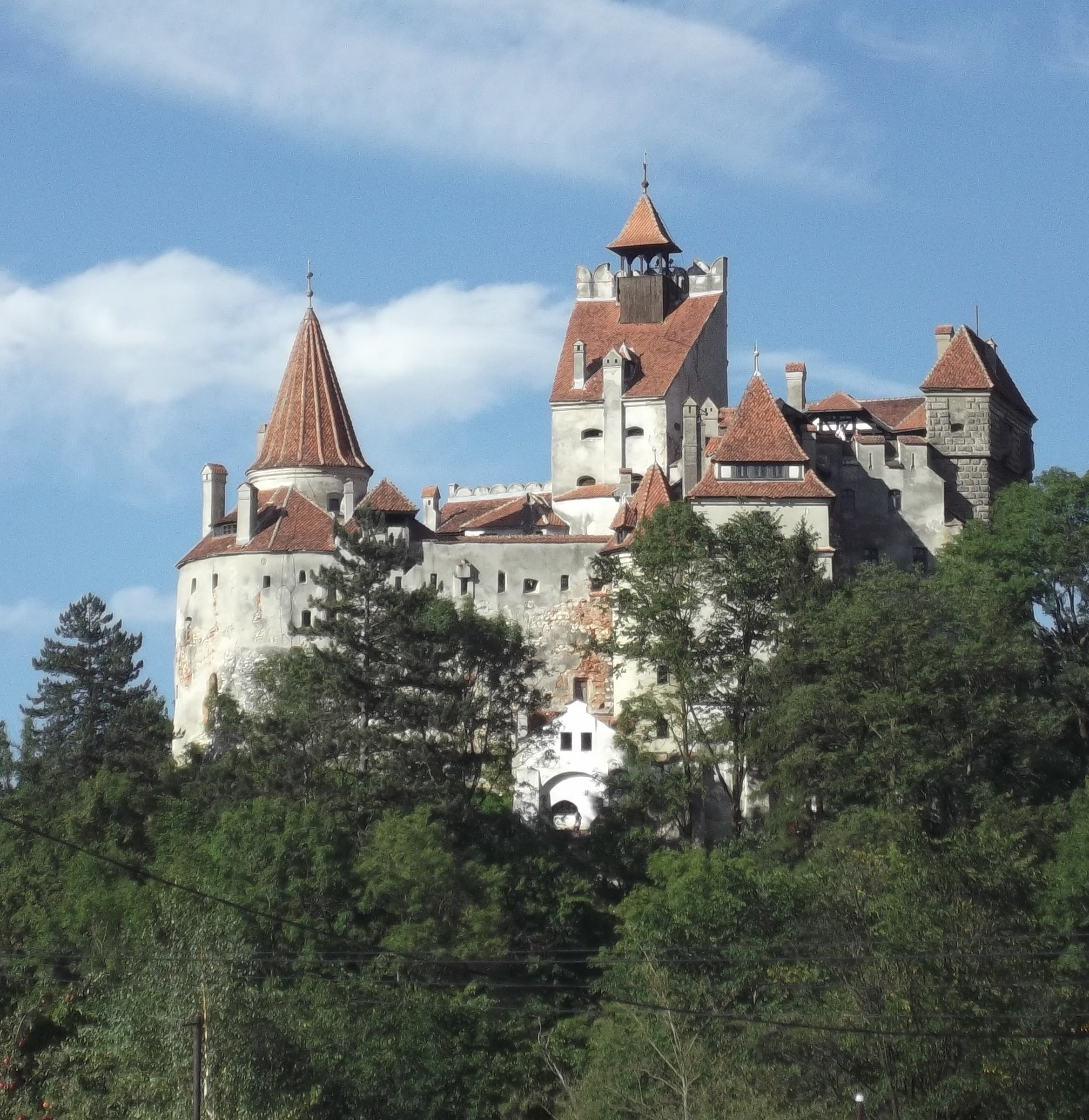
Castelul Bran